# Watertoren (Zeist)
De watertoren in Zeist is gebouwd in 1896 in opdracht van de Utrechtse Waterleiding Maatschappij voor 28.786 gulden en kenmerkt zich door neorenaissancestijl-invloeden. De watertoren heeft een puntdak, staat aan de Bergweg en heeft een hoogte van 37,50 meter. De watertorens in Utrecht (Lauwerhof, 1896) en Baarn (1903) van de Utrechtse Waterleiding Maatschappij hebben een soortgelijke architectuur als deze watertoren.